# Czułkowce
Lofoforowce (Lophophorata), czułkowce (Tentaculata = Molluscoidea) – hipotetyczny takson (czasami w randze nadtypu), obejmujący trzy typy morskich bezkręgowców: kryzelnice (Phoronida), mszywioły (Bryozoa) i ramienionogi (Brachiopoda). Cechą łączącą te zwierzęta jest obecność charakterystycznego organu, zwanego lofoforem. 
W odniesieniu do tej grupy obcenie używa się raczej nazwy Lophophorata, wprowadzonej przez Libbie Henriettę Hyman (a nie starszej, wprowadzonej przez Bertholda Hatscheka, nazwy czułkowce), ponieważ czułki mogą występować u różnych zwierząt, nazwy Tentaculata użyto wcześniej w innym znaczeniu, a ponadto Hatschek zaliczał do Tentaculata również kielichowate. W wyniku wczesnych analiz molekularnych koncepcja Lophophorata została odrzucona, natomiast obecnie jest zwykle przyjmowana, choć nie bez zastrzeżeń. Lofoforowce wchodzą w obręb większej grupy, określanej jako Lophotrochozoa.
Szczególnie bliskie pokrewieństwo łączy ramienionogi i kryzelnice, określane łącznie jako Brachiozoa; z kambru znane są tommotiidy – są to bazalne Brachiozoa; niektóre z nich mają jednocześnie cechy ramienionogów i kryzelnic.